# Сумарокова, Татьяна Николаевна
Татьяна Николаевна Сумарокова (16 сентября 1922 — 30 мая 1997) — советская лётчица, в годы Великой Отечественной войны воевала штурманом экипажа, штурманом звена, штурманом эскадрильи 46-го гвардейского ночного бомбардировочного авиационного полка. Герой Российской Федерации (11.10.1995). Гвардии лейтенант (1943).

## Ранние годы
Татьяна Сумарокова родилась 16 сентября 1922 года в Москве в семье военнослужащего Николая Сумарокова. В 1939 году окончила школу и поступила во 2-й Московский медицинский институт имени Н. И. Пирогова. В 1941 году окончила два курса института.

## Великая Отечественная война
В начале Великой Отечественной войны отец Татьяны ушёл на фронт. Сама она также неоднократно обращалась с рапортами о направлении на фронт, но получала отказ. Участвовала в строительстве оборонительных сооружений под Москвой.
Узнав о приказе наркома обороны СССР И. В. Сталина № 0099 от 8 октября 1941 года о формировании женских авиационных полков, 13 октября 1941 года Татьяна Сумарокова с однокурсницей Хиуаз Доспановой записались на прием к М. М. Расковой, которая занималась формированием женских авиаполков, с просьбой зачислить их в один из таких полков. Через несколько дней девушек приняли добровольцами в ряды Красной Армии и направили для обучения.
26 октября 1941 года будущие лётчицы прибыли к месту формирования полков в приволжский город Энгельс. Там в феврале 1942 году Сумарокова окончила ускоренный курс обучения в Энгельсской военной авиационной школе пилотов. В том же месяце зачислена стрелком-бомбардиром в 588-й ночной легкобомбардировочный авиационный полк.
23 мая 1942 года сержант Сумарокова в составе этого авиаполка вылетела на фронт. 27 мая полк прибыл к месту назначения. В составе полка воевала на Южном фронте, с июля 1942 года на Северо-Кавказском фронте, с сентября 1942 года в Северной группе войск Закавказского фронта. Участвовала в Донбасской оборонительной операции 1942 года и в битве за Кавказ.
Уже через три месяца боёв, в сентябре 1942 года, Татьяну Сумарокову представили к первой награде — ордену Красного Знамени.
Вот как описывает то время сама Татьяна Николаевна:

«В 1942 году меня наградили первым орденом Красного Знамени…

…Это было в сентябре. А потом наступила сырая, непогожая осень. Зарядили дожди. Но полк летал без перерывов. Трудные это были полеты. Нередко цель была закрыта облачностью или туманом. Но задание нужно выполнить во что бы то ни стало. Каждый боевой вылет в этих сложных условиях прибавлял нам опыта, помогал вырабатывать тактику борьбы с врагом.»
Больше половины своих вылетов Татьяна провела в экипаже с Героем Советского Союза Марией Смирновой. Летчица и штурман крепко подружились.
Приказом наркома обороны СССР № 64 от 8 февраля 1943 года, за мужество и героизм личного состава, проявленные в боях с немецко-фашистскими захватчиками, и за образцовое выполнение боевых заданий командования, полку было присвоено гвардейское звание и он был переименован в 46-й гвардейский ночной бомбардировочный авиационный полк.
Уже под гвардейским знаменем Татьяна Сумарокова принимала участие в наступательной этапе битвы за Кавказ, в весеннем наступлении 1943 года на Кубани (прорыв «Голубой линии»), в Новороссийско-Таманской наступательной операции. В ноябре — декабре 1943 года вместе с другими лётчицами полка в условиях непрерывных осенних штормов и сильного противодействия врага обеспечивала снабжение боеприпасами десантников на Эльтигенском плацдарме в Крыму, а с декабря 1943 года поддерживала действия Отдельной Приморской армии на Керченском плацдарме.
В новогоднюю ночь 1944 года экипаж Сумароковой—Тихомировой, выполняя задание неподалёку от Керчи, попал под зенитный обстрел. Самолёт У-2 был подбит прямым попаданием. Тихомировой удалось сбить пламя скольжением, но машина продолжала терять высоту. Оставался один выход — уходить в море. К счастью, полёт закончился удачно: девушки дотянули на восточной окраине косы Чушка и приземлились в расположении своих войск. Затем Т. Сумарокова участвовала в Крымской, Белорусской, Восточно-Прусской, Восточно-Померанской и Берлинской наступательных операциях. Неоднократно приводила на свой аэродром тяжело поврежденный самолёт, дважды садилась на вынужденную посадку. Всего на счету лётчицы 725 боевых вылетов. Последний из них состоялся 5 мая 1945 года.
Из боевой характеристики: 

«Штурман эскадрильи гвардии лейтенант Сумарокова Татьяна Николаевна в полку с начала его организации. От рядового штурмана выросла до штурмана эскадрильи. Отлично владеет самолетовождением в сложных метеоусловиях днем и ночью. За период боевых действий в результате точных бомбовых ударов в стане врага было вызвано 131 очаг пожара, 158 сильных взрывов, уничтожен склад с боеприпасами, два склада с горючим. Подавлен огонь трех артбатарей, уничтожено и повреждено 2 переправы противника. Уничтожено 6 машин с горючим и боеприпасами. Эффективность боевых действий показана далеко по неполным данным, а только то, что подлежало учету.
Тов. Сумарокова является прекрасным мастером своего дела. Как опытный штурман подготовила и ввела в строй боевой работы 8 молодых штурманов. Имеет большой опыт боевой работы и умело передает его своим подчиненным. Как штурман авиаэскадрильи в работе проявляет большую инициативу…

Командир авиаполка гвардии подполковник Бершанская».— Боевая характеристика на штурмана эскадрильи 46 гв. нбап гвардии лейтенанта Сумарокову Татьяну Николаевну. // ОБД «Память народа».
10 мая 1945 года Татьяна Сумарокова была представлена командиром полка к званию Герой Советского Союза. Но вышестоящее командование заменило награду на орден Отечественной войны 1-й степени. Представление поддержали и командир дивизии полковник Г. П. Покоевой, и командующий 4-й воздушной армией генерал-полковник авиации К. А. Вершинин, и командующий 2-м Белорусским фронтом Маршал Советского Союза К. К. Роккосовский. Но дальнейшая судьба наградных документов после отправки их в Москву неизвестна. Награда нашла героиню только через половину столетия.

## Послевоенная биография
После окончания войны полк был переведён в Северную группу войск (на территории Польши), а уже в октябре 1945 года гвардии лейтенант Татьяна Сумарокова была уволена в запас. В 1945—1947 годах работала референтом и корреспондентом в Совинформбюро. Поступила в Московский полиграфический институт, окончила факультет редакционно-издательского дела в 1949 году. Как и однополчанка Раиса Аронова, была принята в Союз журналистов СССР. С 1949 года работала старшим редактором и заведующей редакцией в издательстве «Физкультура и спорт». С 1960 года — старший редактор в Издательстве художественной литературы. С 1961 года — старший редактор в редакции газеты «Советский патриот». С 1965 года работала заведующей редакцией и главным редактором методической литературы в издательстве «Знание». Затем работала старшим научным редактором издательства «Прогресс».
В 1976 году была издана книга Т. Н. Сумароковой «Пролети надо мной после боя» о судьбе её подруги лётчицы Кати Рябовой и её мужа Григория Сивкова.
Принимала участие общественной работе. Часто выступала перед молодёжью. Входила в правление общества «Португалия — СССР».
Была замужем. У Татьяны Николаевны вырос сын Александр.

Могила на Кунцевском кладбище

Скончалась 30 мая 1997 года. Похоронена в Москве на Кунцевском кладбище.

## Воинские звания
- сержант (30.04.1942).
- младший лейтенант (8.03.1943).
- лейтенант (30.08.1943).

## Награды
- Герой Российской Федерации (11.10.1995, звание присвоено Указом Президента Российской Федерации от 11 октября 1995 года «за мужество и героизм, проявленные в боях с немецко-фашистскими захватчиками в Великой Отечественной войне 1941—1945 гг.,»[8]
- Два Ордена Красного Знамени (19.10.1942, 22.05.1945)
- Орден Отечественной войны 1-й степени (2.12.1945)
- Два ордена Отечественной войны 2-й степени (30.10.1943, 11.03.1985)
- Орден Красной Звезды (26.04.1944)
- Орден Дружбы Народов (28.09.1981)
- Медали

## Сочинения
- «Пролети надо мной после боя»: О дважды Герое Сов. Союза Г. Ф. Сивкове и Герое Сов. Союза Е. В. Рябовой.— 2-е изд., доп.— М.: Политиздат, 1988.— 109 с., ил.— Тираж — 200 000[9].